# Середньопридніпровський тектонічний блок
Середньопридніпровський тектонічний блок — геологічна структура Українського щита в межах Дніпропетровської і Запорізької областей. Площа бл. 60 тис. км2. Укладений ґраніто-ґнейсами, метабазитами, сланцями, залізистими породами тощо. 
З Середньопридніпровським тектонічним блоком пов'язані найбільші в Україні поклади залізних руд — Криворізький залізорудний басейн, Кременчуцький залізорудний район, Білозерський залізорудний район.